# کابل اکسپرس
کابل اکسپرس (به هندی: Kabul Express) فیلمی محصول سال ۲۰۰۶ و به کارگردانی کبیر خان است. در این فیلم بازیگرانی همچون جان آبراهام، آرشاد وارسی، سلمان شاهید، لیندا آرسینو ایفای نقش کرده‌اند.